# Bogomolje
Bogomolje – wieś w Chorwacji, w żupanii splicko-dalmatyńskiej, w gminie Sućuraj. W 2011 roku liczyła 100 mieszkańców.